# Paul J. McAuley
Œuvres principales
- Quatre cents milliards d'étoiles
- Féerie
- Le Choix

Paul James McAuley, né le 23 avril 1955 à Stroud en Angleterre, est un botaniste et écrivain britannique. Auteur de science-fiction maintes fois récompensé, il se définit lui-même comme accro à la science.

## Biographie
De par sa formation de biologiste, Paul J. McAuley écossais écrit surtout de la hard science, traitant de sujets tels les biotechnologies, les uchronies et univers parallèles, les voyages dans l'espace.
Paul J. McAuley a commencé par écrire un space opera se déroulant dans un futur lointain : Quatre-cent milliards d'étoiles, dont Secret Harmonies et La Lumière des astres continuent d'explorer la trame.
Sable rouge décrit une planète Mars colonisée par les Chinois.
Les Conjurés de Florence développe une aventure uchronique à l'époque de la Renaissance, dans laquelle Raphaël a été assassiné et Léonard de Vinci a inventé la photographie.
Féerie nous plonge dans un futur où les « poupées », des créatures génétiquement modifiées à base d'ADN humain, sont utilisées comme esclaves jetables.

## Œuvres

### SérieQuatre cents milliards d'étoiles
1. Quatre cents milliards d'étoiles, J'ai lu, 1998 ((en) Four Hundred Billion Stars, 1988), trad. Jean-Pierre Roblain  (ISBN 2-290-31505-2)Prix Philip-K.-Dick 1989
2. (en) Secret Harmonies, 1989Paru aux États-Unis sous le titre Of the Fall
3. La Lumière des astres, J'ai lu, 2000 ((en) Eternal Light, 1991), trad. Valérie Guilbaud  (ISBN 2-290-30321-6)

### SérieConfluence
1. (en) Child of the River, 1997
2. (en) Ancients of Days, 1998
3. (en) Shrine of Stars, 1999

### SérieQuiet War
1. La Guerre tranquille, Bragelonne, 2010 ((en) The Quiet War, 2007), trad. Jean-Daniel Brèque  (ISBN 978-2352944362)
2. (en) Gardens of the Sun, 2009
3. (en) In the Mouth of the Whale, 2012
4. (en) Evening’s Empires, 2013

### SérieJackaroo
1. (en) Something Coming Through, 2015
2. (en) Into Everywhere, 2016
  - Le Choix, Le Bélial', coll. « Une heure-lumière » no 4, 2016 ((en) The Choice, 2011), trad. Gilles Goullet  (ISBN 978-2-84344-142-4)Prix Theodore-Sturgeon 2012

### Romans indépendants
- Sable rouge, Flammarion, 2000 ((en) Red Dust, 1993), trad. Nathalie Serval  (ISBN 2-290-32581-3)
- Les Conjurés de Florence, Denoël, coll. « Présences », 1998 ((en) Pasquale's Angel, 1994), trad. Olivier Deparis  (ISBN 2-07-030286-5)Prix Sidewise 1995 - Réédition, Gallimard, coll. « Folio SF » no 194, 2004 (ISBN 978-2-07-030286-4) (contient également La Tentation du Dr Stein)
- Féerie, J'ai lu, 1998 ((en) Fairyland, 1995), trad. Valérie Guilbaud  (ISBN 2-290-30359-3)Prix Arthur-C.-Clarke 1996 et prix John-Wood-Campbell Memorial 1997
- Une invasion martienne, Robert Laffont, coll. « Ailleurs et Demain », 2008 ((en) The Secret of Life, 2001), trad. Bernard Sigaud  (ISBN 2-221-10799-3)
- (en) Whole Wide World, 2002
- Les Diables blancs, Robert Laffont, coll. « Ailleurs et Demain », 2005 ((en) White Devils, 2004), trad. Bernard Sigaud  (ISBN 2-221-10357-2)
- Glyphes, Robert Laffont, coll. « Ailleurs et Demain », 2007 ((en) Mind's Eye, 2005), trad. Bernard Sigaud  (ISBN 978-2-221-10639-6)
- (en) Players, 2007
- Cowboy Angels, Robert Laffont, coll. « Ailleurs et Demain », 2009 ((en) Cowboy Angels, 2007), trad. Bernard Sigaud  (ISBN 978-2-221-11044-7)
- Austral, Bragelonne, 2022 ((en) Austral, 2017), trad. Sébastien Baert  (ISBN 979-10-281-2021-4)
- (en) War of the Maps, 2020
- (en) Beyond the Burn Line, 2022

### Recueils de nouvelles
- (en) King of the Hill, 1988
- (en) The Invisible Country, 1996
- (en) Little Machines, 2005
- (en) A Very British History, 2013

### Nouvelles
- La Tentation du Dr Stein, 1999 ((en) The Temptation of Dr Stein, 1994)  (ISBN 2-207-24956-5)Parue dans l'anthologie Aventures lointaines vol. 1, puis dans Les Conjurés de Florence,  Gallimard, coll. « Folio SF » no 194 - Prix British Fantasy 1995
- (en) Making History, 2000  (ISBN 0-575-07306-3)
- Récif, 2010 ((en) Reef, 2000)Parue dans la revue Galaxies no 10
- (en) Eye of the Tiger, 2004  (ISBN 1-903-88924-3)Dans la série Doctor Who
- Une histoire très britannique, 2003 ((en) A Very British History, 2000), trad. Jean-Daniel BrèqueParue dans la revue Galaxies no 29